# Hymenophyllum ovatum
Hymenophyllum ovatum är en hinnbräkenväxtart som beskrevs av Edwin Bingham Copeland. Hymenophyllum ovatum ingår i släktet Hymenophyllum och familjen Hymenophyllaceae. Inga underarter finns listade.